# Bahnhof Istanbul Söğütlüçeşme

Der Bahnhof Istanbul Söğütlüçeşme ist ein Bahnhof der Türkischen Staatsbahn (TCDD) in Söğütlüçeşme, im Stadtteil Kadıköy auf der asiatischen Seite Istanbuls.
Der Bahnhof befindet sich etwas südöstlich des früheren Kopfbahnhofs Haydarpaşa und ist an inländischen und regionalen Verkehr westwärts ab diesem Bahnhof durch den Marmaray-Tunnel sowie für Züge nach Osten in den asiatischen Teil des Landes angeschlossen, darunter an den Hochgeschwindigkeitsverkehr. Heute ist Söğütlüçeşme der wichtigste Bahnhof Istanbuls im Innenstadtbereich.